# Matthew Clay
Matthew Clay (Nelspruit, Sudáfrica, 27 de octubre de 1982) es un deportista británico que compitió en natación.
Ganó una medalla de bronce en el Campeonato Europeo de Natación de 2006 y una medalla de bronce en el Campeonato Europeo de Natación en Piscina Corta de 2005.

## Palmarés internacional
| Campeonato Europeo                  | Campeonato Europeo | Campeonato Europeo | Campeonato Europeo |
| Año                                 | Lugar              | Medalla            | Prueba             |
| ----------------------------------- | ------------------ | ------------------ | ------------------ |
| 2006                                | Budapest (Hungría) | Medalla de bronce  | 50 m espalda       |
| Campeonato Europeo en Piscina Corta |                    |                    |                    |
| Año                                 | Lugar              | Medalla            | Prueba             |
| 2005                                | Trieste (Italia)   | Medalla de bronce  | 4 × 50 m estilos   |